# Религия в Бельгии
Религия в Бельгии. Согласно опросу Eurobarometer в 2005 году 43 % населения Бельгии верят в Бога. Согласно данным The World Factbook состав населения Бельгии по вероисповеданию по состоянию на 2009 год: 50 % — католики, 2,5 % — протестанты и другие христиане, 5,1 % — мусульмане, 0,4 — иудеи, 0,3 — буддисты, 9,2 % — атеисты, 32,6 % — остальные. Конституция Бельгии гарантирует свободу вероисповедания.
Состав населения Бельгии по вероисповеданию по состоянию на 2019 год: 54 % — католики, 31 % — иррелигиозны, 5 % — мусульмане, 3 % — протестанты, 1 % — православные, 2 % — остальные христиане, 0,3 % — буддисты 0,3 % — иудеи, 4 % — другие религии.
Конституция Бельгии гарантирует свободу вероисповедания.
Преобладающей деноминацией в Бельгии является Римско-католическая церковь. Среди прочих религий и деноминаций крупнейшими являются англиканство, протестантизм, ислам и иудаизм.
Существует программа государственного финансирования культов (деноминаций). Ежегодно на поддержку крупнейших религий Правительство Бельгии выделяет 140 миллионов евро. Из этих денег 85,8 % уходит на поддержку католического культа, 8 % — на организованный секуляризм, 2,5 % — на протестантско-евангелический культ, 2,1 % — на исламский культ. Остальные деньги равномерно распределяются между православным, иудейским и англиканским культами.
В Бельгии действуют признанные и непризнанные религиозные объединения. Признанными религиозными организациями, имеющим государственную дотацию, считаются .: протестантские – Объединенная протестантская церковь Бельгии, Бельгийская миссионерская христианская церковь, методистов, англикан, адвентистов Седьмого дня; православные – РПЦ (Московский патриархат), Константинопольский патриархат, Сербская и Румынская православные церкви; мусульманские организации; еврейские общины.

## Христианство

### Католическая церковь

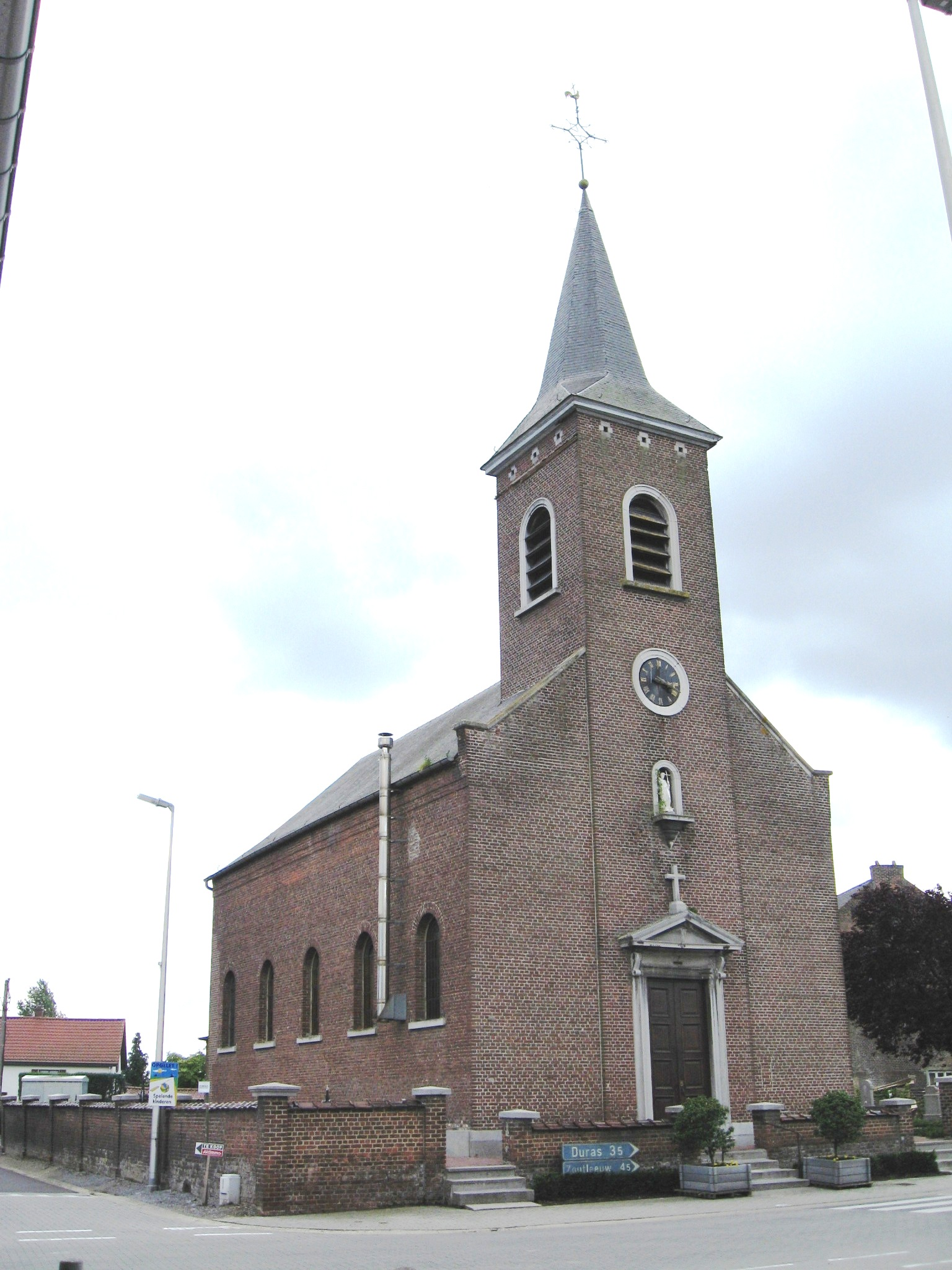
Типичная католическая церковь во фламандской деревне.

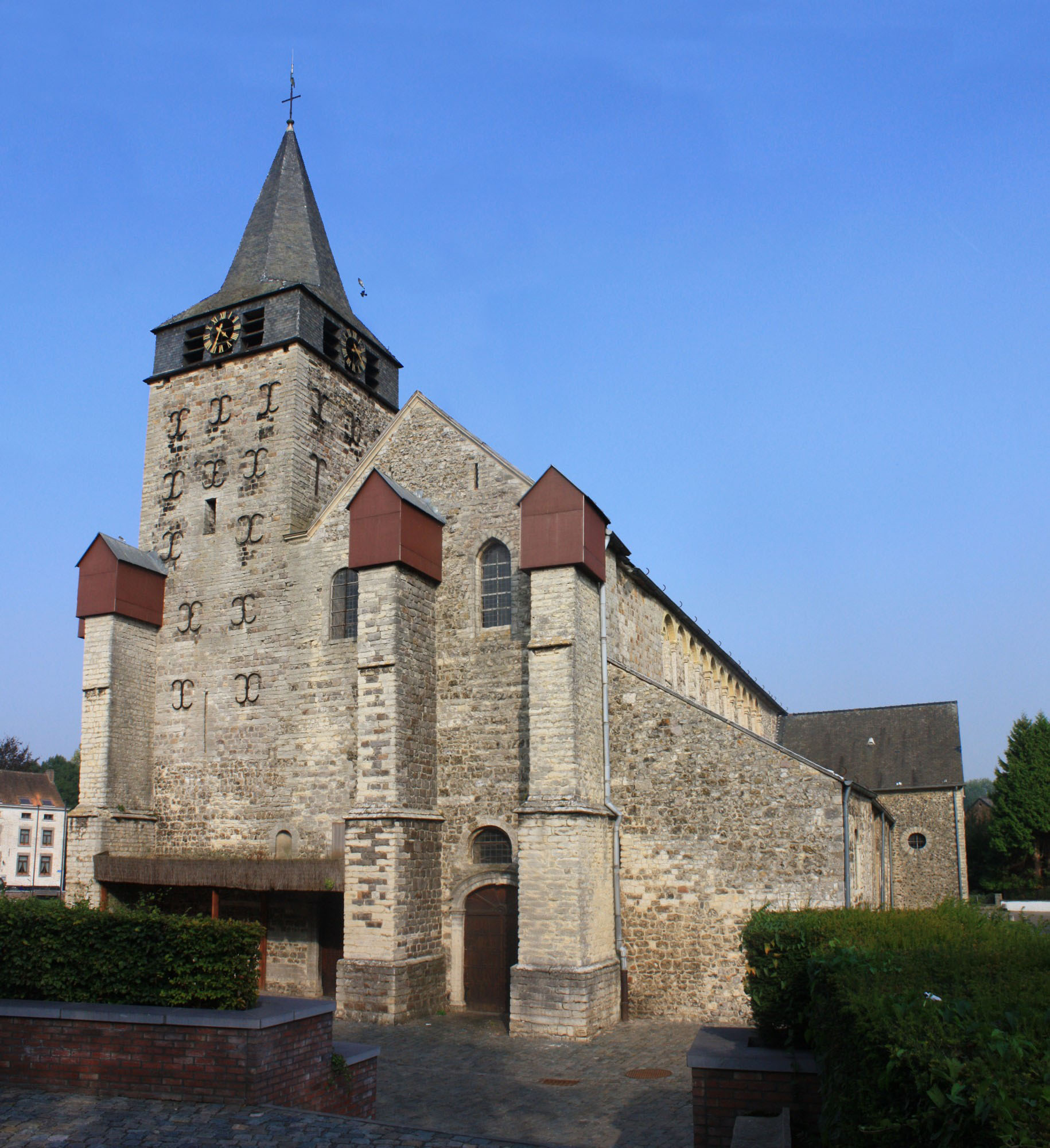
Церковь Св. Мартина и Аделе в Ор-Жоше, Валлония, Бельгия.

Около 76 % населения Бельгии считают себя католиками, хотя к активным прихожанам относится лишь 8 % населения. В Бельгии насчитывается 3 946 приходов Римско-католической церкви.

### Протестантизм
Крупнейшей протестантской организацией в Бельгии является «Административный совет протестантской и евангелической религии». Эта организация создана в 2002 году двумя крупнейшими объединениями протестантских церквей Бельгии:
- Объединённая протестантская церковь Бельгии (Église protestante unie de Belgique, Verenigde Protestantse Kerk in België), создана в 1978 году путём объединения Реформатской церкви Бельгии (Église réformée de Belgique, Hervormde Kerk van België) и Евангелической протестантской церкви Бельгии (Église évangélique protestante de Belgique), которая в свою очередь была создана в 1969 году путём объединения Бельгийской конференции методистских церквей (Conférence belge de l’Église méthodiste) и Союза евангелических протестантских церквей Бельгии (Union des Églises protestantes évangéliques de Belgique, Protestantse Kerk van België), созданная в 1839 году путём объединения 16 реформатских (объединявших преимущественно франкофонов-кальвинистов и нидерландцев-кальвинистов Бельгии) и лютеранских (объединявших преимущественно потомков немцев-лютеран Бельгии) церквей, в 1924 году к нему присоединились бывшие приходы Евангелической церкви Пруссии в Эйпен-Мальмеди.
- Федеральный синод протестантских и евангелических церквей

«Административный совет протестантской и евангелической религии» представляет собой административную структуру для сотрудничества между Объединённой протестантской церковью Бельгии и Федеральным синодом протестантских и евангелических церквей. Главной миссией Административного совета является объединённое представительство в отношениях с гражданскими властями.

## Ислам
Ислам является второй по распространенности религией в Бельгии. По разным данным от 450 до 600 тысяч жителей — мусульмане, что составляет от 5 до 6 % всего населения страны. Наибольшая концентрация мусульманского населения наблюдается в Брюсселе (около 22 %).

## Иудаизм
В Бельгии проживает более 40 тысяч евреев, действует 45 синагог.